# Olympische Jugend-Winterspiele 2012/Teilnehmer (Rumänien)
| Gelbes Symbol für Goldmedaillen mit stilisierten Olympischen Ringen | Graues Symbol für Silbermedaillen mit stilisierten Olympischen Ringen | Braundes Symbol für Bronzemedaillen mit stilisierten Olympischen Ringen |
| ------------------------------------------------------------------- | --------------------------------------------------------------------- | ----------------------------------------------------------------------- |
| —                                                                   | —                                                                     | —                                                                       |

Rumänien nahm an den Olympischen Jugend-Winterspielen 2012 in Innsbruck mit 22 Athleten in neun Sportarten teil.

## Sportarten

### Biathlon
| Athleten                                                                   | Wettbewerb                         | Zeit (Schießfehler) | Rang |
| -------------------------------------------------------------------------- | ---------------------------------- | ------------------- | ---- |
| Jungen                                                                     |                                    |                     |      |
| Marius Ungureanu                                                           | 7,5 km Sprint                      | 22:30,4 min (3)     | 37   |
| Marius Ungureanu                                                           | 10 km Verfolgung                   | 33:20,8 min (3)     | 23   |
| Dorottya Búzás                                                             | 7,5 km Sprint                      | 22:25,9 min (5)     | 43   |
| Dorottya Búzás                                                             | 10 km Verfolgung                   | 38:58,4 min (7)     | 44   |
| Mädchen                                                                    |                                    |                     |      |
| Dorottya Búzás                                                             | 6 km Sprint                        | 22:25,9 min (5)     | 43   |
| Dorottya Búzás                                                             | 7,5 km Verfolgung                  | 38:58,4 min (7)     | 44   |
| Iulia Ioana Țigani                                                         | 6 km Sprint                        | 20:52,2 min (2)     | 33   |
| Iulia Ioana Țigani                                                         | 7,5 km Verfolgung                  | 36:56,8 min (7)     | 38   |
| Gemischt                                                                   |                                    |                     |      |
| Iulia Ioana Țigani Simona Ungureanu Marius Ungureanu Florin Daniel Pripici | Mixed-Staffel Skilanglauf/Biathlon | 1:14:33,5 h (2+10)  | 21   |

### Bob
| Athleten                             | Wettbewerb | Durchgang 1 | Durchgang 2 | Gesamt      | Gesamt |
| Athleten                             | Wettbewerb | Zeit        | Zeit        | Zeit        | Rang   |
| ------------------------------------ | ---------- | ----------- | ----------- | ----------- | ------ |
| Mädchen                              |            |             |             |             |        |
| Ana Andreea Constantin Andreea Grecu | Zweierbob  | 56,42 s     | 56,52 s     | 1:52,94 min | 6      |

### Eishockey
| Athleten           | Wettbewerb       | Qualifikation | Qualifikation | Finale             | Finale             |
| Athleten           | Wettbewerb       | Punkte        | Rang          | Punkte             | Rang               |
| ------------------ | ---------------- | ------------- | ------------- | ------------------ | ------------------ |
| Jungen             |                  |               |               |                    |                    |
| Mihai Andrei Sotir | Skills-Challenge | 6             | 13            | nicht qualifiziert | nicht qualifiziert |
| Mädchen            |                  |               |               |                    |                    |
| Noemi Ballo        | Skills-Challenge | 0             | 14            | nicht qualifiziert | nicht qualifiziert |

### Eisschnelllauf
| Athleten               | Wettbewerb  | Durchgang 1 | Durchgang 2 | Gesamt      | Gesamt     |
| Athleten               | Wettbewerb  | Zeit        | Zeit        | Zeit        | Rang       |
| ---------------------- | ----------- | ----------- | ----------- | ----------- | ---------- |
| Jungen                 |             |             |             |             |            |
| Cristian Adrian Mocanu | 500 m       | 40,50 s     | 40,22 s     | 80,72 s     | 10         |
| Cristian Adrian Mocanu | Massenstart |             |             | Überrundet  | Überrundet |
| Mädchen                |             |             |             |             |            |
| Bianca Lorena Stănică  | 500 m       | 45,97 s     | 45,63 s     | 91,60 s     | 12         |
| Bianca Lorena Stănică  | Massenstart |             |             | 6:26,07 min | 18         |
| Alina Bianca Dănescu   | 1500 m      |             |             | 2:23,40 min | 15         |
| Alina Bianca Dănescu   | 3000 m      |             |             | DSQ         | DSQ        |
| Alina Bianca Dănescu   | Massenstart |             |             | 6:09,66 min | 12         |

### Rennrodeln
| Athleten                             | Wettbewerb   | Durchgang 1 | Durchgang 2 | Gesamt       | Gesamt |
| Athleten                             | Wettbewerb   | Zeit        | Zeit        | Zeit         | Rang   |
| ------------------------------------ | ------------ | ----------- | ----------- | ------------ | ------ |
| Jungen                               |              |             |             |              |        |
| Daniel Vlăduț Popa                   | Einsitzer    | 41,714 s    | 40,894 s    | 1:22,608 min | 23     |
| Cosmin Eugen Atodiresei Ștefan Musei | Doppelsitzer | 43,513 s    | 43,589 s    | 1:27,102 min | 8      |
| Mädchen                              |              |             |             |              |        |
| Elena Denisa Poștoacă                | Einsitzer    | 41,125 s    | 41,325 s    | 1:22,450 min | 16     |
| Anamaria Loredana Șovăială           | Einsitzer    | 41,233 s    | 41,134 s    | 1:22,367 min | 15     |

| Athleten                                                                           | Wettbewerb  | Mädchen  | Junge    | Doppel   | Gesamt       | Gesamt |
| Athleten                                                                           | Wettbewerb  | Zeit     | Zeit     | Zeit     | Zeit         | Rang   |
| ---------------------------------------------------------------------------------- | ----------- | -------- | -------- | -------- | ------------ | ------ |
| Gemischt                                                                           |             |          |          |          |              |        |
| Anamaria Loredana Șovăială Daniel Vlăduț Popa Cosmin Eugen Atodiresei Ștefan Musei | Teamstaffel | 45,821 s | 49,340 s | 48,150 s | 2:23,311 min | 11     |

### Skeleton
| Athleten                | Durchgang 1 | Durchgang 2 | Gesamt      | Gesamt |
| Athleten                | Zeit        | Zeit        | Zeit        | Rang   |
| ----------------------- | ----------- | ----------- | ----------- | ------ |
| Jungen                  |             |             |             |        |
| Cosmin Marius Chioibașu | 57,97 s     | 57,89 s     | 1:55,86 min | 4      |
| Mädchen                 |             |             |             |        |
| Ramona Gabriela Arcoș   | -           | 1:01,23 min | 1:01,23 min | 10     |
| Andreea Chiosa          | -           | 1:01,65 min | 1:01,65 min | 12     |

### Ski Alpin
| Athleten            | Wettbewerb   | Durchgang 1 | Durchgang 2 | Gesamt      | Gesamt |
| Athleten            | Wettbewerb   | Zeit        | Zeit        | Zeit        | Rang   |
| ------------------- | ------------ | ----------- | ----------- | ----------- | ------ |
| Jungen              |              |             |             |             |        |
| Mihai Andrei Cențiu | Super-G      |             |             | 1:09,42 min | 30     |
| Mihai Andrei Cențiu | Riesenslalom | 1:02,69 min | 58,39 s     | 2:01,08 min | 23     |
| Mihai Andrei Cențiu | Slalom       | 46,61 s     | 46,82 s     | 1:33,43 min | 27     |
| Mihai Andrei Cențiu | Kombination  | 1:08,17 min | 43,89 s     | 1:52,06 min | 25     |

### Skilanglauf
| Athleten              | Wettbewerb      | Qualifikation | Qualifikation | Viertelfinale | Viertelfinale | Halbfinale         | Halbfinale         | Finale             | Finale             |
| Athleten              | Wettbewerb      | Zeit          | Rang          | Zeit          | Rang          | Zeit               | Rang               | Zeit               | Rang               |
| --------------------- | --------------- | ------------- | ------------- | ------------- | ------------- | ------------------ | ------------------ | ------------------ | ------------------ |
| Jungen                |                 |               |               |               |               |                    |                    |                    |                    |
| Florin Daniel Pripici | 10 km klassisch |               |               |               |               |                    |                    | 33:15,4 min        | 30                 |
| Florin Daniel Pripici | Sprint          | 1:48,54 min   | 22            | 1:54,4 min    | 6             | nicht qualifiziert | nicht qualifiziert | nicht qualifiziert | nicht qualifiziert |
| Mädchen               |                 |               |               |               |               |                    |                    |                    |                    |
| Simona Ungureanu      | 5 km klassisch  |               |               |               |               |                    |                    | 18:52,9 min        | 35                 |
| Simona Ungureanu      | Sprint          | 2:08,45 min   | 27            | 2:11,3 min    | 6             | nicht qualifiziert | nicht qualifiziert | nicht qualifiziert | nicht qualifiziert |

### Skispringen
| Athleten             | Wettbewerb    | Erste Runde | Erste Runde | Finale | Finale | Gesamt | Gesamt |
| Athleten             | Wettbewerb    | Weite       | Punkte      | Weite  | Punkte | Punkte | Rang   |
| -------------------- | ------------- | ----------- | ----------- | ------ | ------ | ------ | ------ |
| Jungen               |               |             |             |        |        |        |        |
| Robert Valentin Tatu | Normalschanze | 62,5 m      | 95,8        | 62,0 m | 92,1   | 187,9  | 17     |